# Liberto Rabal
Liberto Rabal (Roma, 30 de maio de 1975) é um ator, cineasta, roteirista, produtor e editor italiano. Começou sua carreira como ator ainda criança no filme "Los santos inocentes" de 1984.Seus avós paternos são os atores Francisco Rabal(8 de março de 1926-29 de agosto de 2001)e Asunción Balaguer. Os avós maternos são a escritora Carmen Laforet (6 de setembro de 1921-29 de fevereiro de 2004) e o jornalista Manuel Cerezales. Liberto ainda é filho do diretor e roteirista Benito Rabal e sobrinho da apresentadora de TV Tereza Rabal. É casado com a atriz búlgara Adriana Davidova com quem tem um filho chamado Daniel. Liberto não ficou na sombra dos talentos de sua família, tendo atuado em todas as áreas do cinema com êxito, se mostrando um profissional talentoso e respeitado no cinema europeu.

## Prêmios e indicações
- Indicado ao Prêmio Goya de Melhor ator revelação, por "Tranvía a la Malvarrosa "(1997).

## Filmografia
Como ator:
| 2008                    | ¡Soy un pelele!                         |               |      |
| 2005                    | WC                                      |               | idem |
| 2003                    | Una cita con Flamingos                  |               |      |
| 2002                    | Viento del pueblo: Miguel Hernández(TV) |               |      |
| 2002                    | Todo menos la chica                     |               |      |
| 2001                    | I giorni dell'amore e dell'odio         |               |      |
| 2001                    | Las noches de Constantinopla            |               |      |
| 2001                    | Las noches vacias                       |               |      |
| 1999/1998(20 episódios) | A las once en casa(TV)                  |               | idem |
| 1997                    | Carne trémula                           | Carne trêmula |      |
| 1997                    | El tiempo de la felicidad               |               |      |
| 1997                    | Tranvía a la Malvarrosa                 |               |      |
| 1996                    | Más que amor, frenesí                   |               |      |
| 1996                    | Pon un hombre en tu vida                |               |      |
| 1996                    | Alma gitana                             |               |      |
| 1995                    | Así en el cielo como en la tierra       |               |      |
| 1986                    | El hermano bastardo de Dios             |               |      |
| 1986                    | Los santos inocentes                    |               |      |

Como roteirista:
| 2009(pós produção) | La inercia de los cuerpos* |  |  |
| 2004               | Síndrome*                  |  |  |

Como produtor:
| 2009(pós produção) | La inercia de los cuerpos* |  |  |

Como editor de imagem e som:
| 2004 | Síndrome* |  |  |